# L'Envol des pionniers
O L'Envol des pionniers é um museu aeroespacial francês que conta a grande aventura da Aéropostale e contribui para a memória da aeronáutica em Toulouse. Está localizado no bairro de Montaudran e foi inaugurado em 22 de dezembro de 2018, quase 100 anos após o voo inaugural do primeiro voo civil para Barcelona.
Em particular, permitirá descobrir os equipamentos à disposição de pilotos como Jean Mermoz, Henri Guillaumet e Antoine de Saint-Exupéry na era épica das linhas Aéropostale e Latécoère. O museu está localizado mesmo em frente ao complexo científico de Rangueil, onde estão sediadas a ENAC (a maior universidade aeronáutica europeia) e a SUPAERO (a escola aeronáutica mais antiga do mundo).

## História
Localizado na pista do antigo aeroporto de Toulouse-Montaudran, faz parte do projeto Toulouse Aerospace La Piste des Géants, que visa mostrar os dias de glória da Aéropostale e do Halle de La Machine. O início foi difícil para o museu que deve a sua existência apenas à perseverança das associações, cuja petição teve êxito após vinte anos de luta.